# Ballia
Ballia (Hindi: बलिया, Urdu: بليا; Baliyā, [ˈbʌlɪja]) ist eine Stadt im nordindischen Bundesstaat Uttar Pradesh mit rund 104.000 Einwohnern (Volkszählung 2011). 
Sie liegt rund 150 Kilometer nordöstlich von Varanasi im Osten Uttar Pradesh am nördlichen Ufer des Ganges, der hier die Grenze zum Nachbarbundesstaat Bihar markiert. Die Stadt ist Verwaltungssitz des Distrikts Ballia.
Die lokale Tradition leitet den Namen Ballia vom Dichter Valmiki ab, dem mythischen Autor des Ramayana-Epos. Als möglich gilt auch eine Herleitung vom Hindi-Wort für „Sand“ (bālū). Ursprünglich lag Ballia direkt am Ufer des Ganges, doch die Erosion des Flussufers zerstörte Ende des 19. Jahrhunderts fast die ganze Stadt. Daher wurde Ballia 1900 rund zwei Kilometer nach Norden verlegt.